# Jelcz-Laskowice
Jelcz-Laskowice (in tedesco Jeltsch-Laskowitz) è un comune urbano-rurale polacco del distretto di Oława, nel voivodato della Bassa Slesia.
Ricopre una superficie di 168,1 km² e nel 2004 contava 21 481 abitanti.
Dal 2012 è gemellato con il comune italiano di Casamassima.

## Industrie
Nella città ha la sua sede l'industria Zakłady Samochodowe Jelcz SA. (abbreviata Jelcz), una fabbrica polacca produttrice di camion civili, militari, autobus e filobus, prodotti dalla Zakłady Samochodowe Jelcz, Jelczańskie Zakłady Samochodowe, azienda che attualmente dedica tutti i suoi fondi focalizzando la produzione esclusivamente su fuoristrada e camion militari.